# Козловщина (Котелевский район)
Козловщина (укр. Козлівщина) — село,
Козловщинский сельский совет,
Котелевский район,
Полтавская область,
Украина.
Код КОАТУУ — 5322281901. Население по переписи 2001 года составляло 518 человек.
Является административным центром Козловщинского сельского совета, в который, кроме того, входят сёла
Вороны,
Диброва,
Зубы,
Касьяны,
Подваровка и
Терещенки.

## Географическое положение
Село Козловщина находится на расстоянии в 1 км от села Терещенки и в 1,5 км от сёл Назаренки и Марьевка (Полтавский район).
Рядом проходит автомобильная дорога Т-1707.

## История
Село указано на трехверстовке Полтавской области. Военно-топографическая карта.1869 года как Никольская

## Объекты социальной сферы
- Школа.